# Коса (народ)

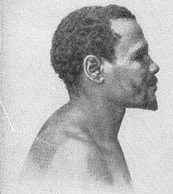
Мужчина коса из клана нгкика. Фото XIX века

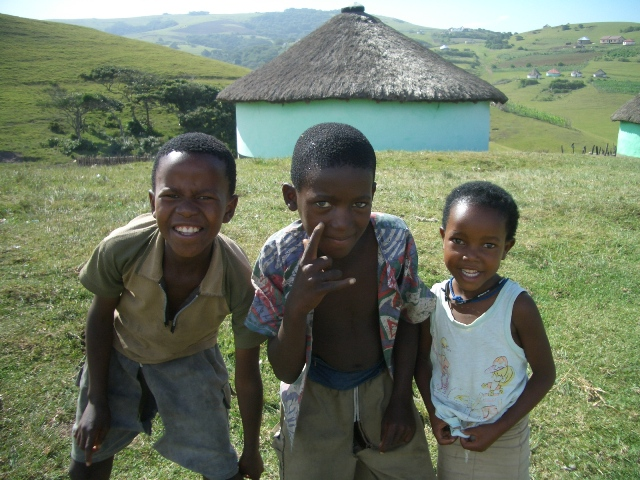
Дети коса

Ко́са (англ. Xhosa [ˈkǁʰoːsa](Audioо файле)) — народ в Южно-Африканской Республике, относящийся к группе народов банту. Название происходит от имени одного из древних вождей. Сами коса называют себя амакоса (коса amaXhosa). Свой язык, заимствовавший многочисленные элементы языков бушменов (в том числе щёлкающие согласные), они называют «исикоса» (isiXhosa). В современной ЮАР численность коса составляет 7,9 млн человек (2001 год). Послужили эпонимом для астероида (1506) Коса.

## История коса
Первые поселения южных банту, согласно данным археологии, появились на территории района расселения коса между VIII и X вв. К моменту первых контактов с европейцами в XVIII в. южной границей продвижения вождеств коса являлась река Грейт-Фиш.
Перед колонизацией Южной Африки коса разводили скот, а также занимались мотыжным земледелием, обладали навыками обработки и плавки железа. В 1770-м гг. восточная граница Капской колонии Голландской Ост-Индской компании пришла в непосредственное соприкосновение с территориями, которые занимали родовые объединения коса. На протяжении последующих 100 лет коса вели ожесточенную борьбу за сохранение своих исконных территорий и независимости. Военные столкновения между ко́са и англо-бурскими колонизаторами в конце XVIII—XIX вв. (наиболее крупные — в 1779—81, 1789—93, 1799—1803, 1811—1812, 1818—19, 1834—35, 1846—47, 1850—53, 1858, 1877—79) вошли в историю под названием «кафрские войны». В 1856 году во исполнение ложного пророчества коса забили весь скот, что привело к страшному голоду ( отмечен по меньшей мере один случай каннибализма ) и сокращению численности коса на две трети. После окончательного подчинения коса, их территории вошли в состав Капской колонии под названием Британской Кафрарии (позднее известной как Сискей) и Транскея.
В период апартеида коса составляли основное население бантустанов Сискей и Транскей.
До последнего времени представители народа коса занимали лидирующие позиции в руководстве Африканского национального конгресса (АНК). В частности, коса по национальности являются Нельсон Мандела и Табо Мбеки.

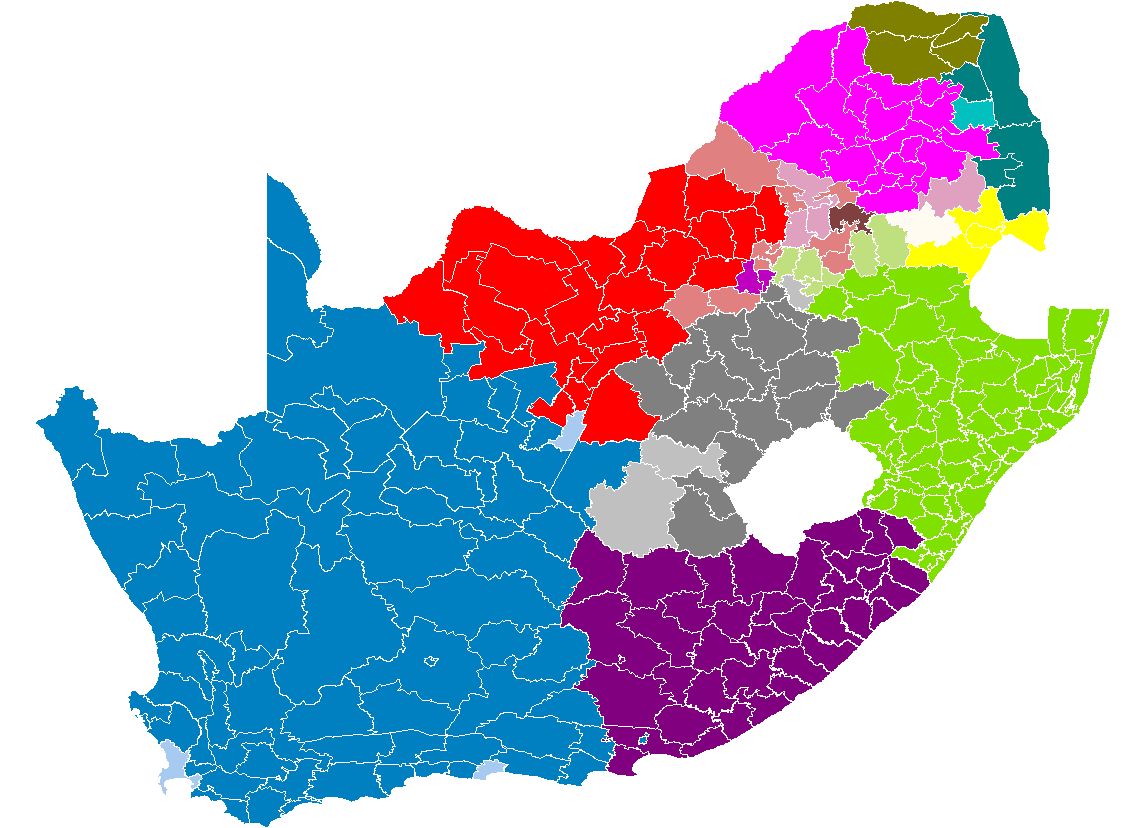
Карта преобладающих языков ЮАР по округам. Коса обозначен фиолетовым цветом